# Cheseaux-Noréaz
Cheseaux-Noréaz – miejscowość i gmina (commune) w zachodniej Szwajcarii, w kantonie Vaud, w okręgu (district) Jura-Nord vaudois. Leży nad jeziorem Lac de Neuchâtel. 

## Demografia
W Cheseaux-Noréaz mieszka 735 osób. W 2021 roku 12,5% populacji gminy stanowiły osoby urodzone poza Szwajcarią.

## Transport
Przez teren gminy przebiega droga główna nr 152.